# وست کارلتون-مارس وارد
وست کارلتون-مارس وارد (انگلیسی: West Carleton-March Ward) یا بخش پنج یک بخش شهرداری در اتاوا، انتاریو، کانادا است.